# إيميلي كيني
إيميلي ريبيكا كيني (بالإنجليزية: Emily Kinney)‏ مواليد 15 أغسطس 1985 في وين، نبراسكا، هي ممثلة وموسيقية ومغنية مؤلفة أمريكية بدأت مسيرتها الفنية عام 2007. عُرفت بدورها كبيث غرين في مسلسل الموتى السائرون، منذ عام 2011 إلى 2014 كان أول ظهور لها في الموسم الثاني من المسلسل.

## بداية حياتها
ولدت ايميلي في واين بنيبراسكا و تخرجت من جامعة نيبراسكاو بعد ذلك انتقلت إلى نيويورك بحثاً عن فرص تمثيل في برودواي

## المهنة
بعد انتقالها إلى نيويورك بحثاً عن مهنة تمثيل في برودواي تحصلت اميلي على أول دور لها في مسرحية سبرينغ اوايكينينغ (Spring Awakening)و بعد ذلك تحصلت على عدة ادوار في مسرحيات مختلفة حتى عام 2011 تم اضافتها في طاقم تمثيل المسلسل الناجح المسمى الموتى السائرون (The Walking Dead) في قناة AMC لأداء دور بيث غرين الفتاة الصغيرة بعمر الـ 16 لها اخت تدعى ماغي و أب يدعى هيرشيل. كان أول ظهور لها في الموسم الثاني من المسلسل في حلقة (Bloodletting) و كانت شخصية ثانوية في الموسم الثاني و الثالث و لكن أصبحت من الشخصيات الرئيسية في الموسم الرابع و تمت إضافة اسمها إلى مقطع البداية من المسلسل في الموسم الخامس من المسلسل.

## حياتها الخاصة
اطلقت ايميلي مدونة خاصة عن حياتها و تجربتها في هوليوود و لكن بعد فترة قامت بإزالة المدونة عام 2012

## الغناء
كانت كيني مغنية في مسرحيات برودواي الغنائية و اطلقت بعض الأغاني الفردية و لها عدة البومات ناجحة آخرها ألبوم (Be Good) عام 2014 مع أكثر من 5 أغاني فردية (Singles) وترتيب 54 في آيتونز.

## أعمالها

### أفلام
| سنة  | عنوان         | دور      |
| ---- | ------------- | -------- |
| 2007 | Aunt Tigress  | Gina     |
| 2009 | أمر معقد      | Waitress |
| 2013 | ارتجاج الدماغ | The Girl |
| 2016 | Papa          | Caroline |
|      | Anhedonia     | Jess     |

### تلفزيون
| سنة             | عنوان                                  | دور                            |
| --------------- | -------------------------------------- | ------------------------------ |
| 2007            | Hot for Teacher                        | Tamara Bailey                  |
| 2007            | The Gamekillers                        | The Swarm                      |
| 2008            | القانون والنظام: النية الإجرامية       | Jeannie Richmonds              |
| 2009            | The Unusuals                           | Amanda Maint                   |
| 2010            | ذا غود وايف                            | Milla Burchfield               |
| 2011            | The Big C ‏                             | Emily                          |
| 2011–2015; 2018 | الموتى السائرون                        | Beth Greene                    |
| 2012            | القانون والنظام: الوحدة الخاصة للضحايا | Haley Cole                     |
| 2014            | The Following                          | Mallory Hodge                  |
| 2015            | إلى الأبد                              | Jennifer Schroeder             |
| 2015            | Masters of Sex                         | Nora Everett                   |
| 2015            | الموهبة                                | Nurse Daisy Ryan               |
| 2015; 2019      | البرق                                  | Brie Larvan / Bug-Eyed Bandit ‏ |
| 2016            | السهم                                  | Brie Larvan / Bug-Eyed Bandit ‏ |
| 2016            | Love on the Sidelines ‏                 | Laurel Welk                    |
| 2016–2017       | Conviction                             | Tess Larson                    |
| 2017            | Ten Days in the Valley                 | Casey                          |
| 2020            | مسيح                                   | Staci Hardwick                 |

## وصلات خارجية
- الموقع الإلكتروني
- إيميلي كيني على موقع IMDb (الإنجليزية)
- إيميلي كيني على موقع روتن توميتوز (الإنجليزية)
- إيميلي كيني على موقع ألو سيني (الفرنسية)
- إيميلي كيني على موقع ميوزك برينز (الإنجليزية)
- إيميلي كيني على موقع أول موفي (الإنجليزية)
- إيميلي كيني على موقع قاعدة بيانات برودواي على الإنترنت (الإنجليزية)
- إيميلي كيني على موقع أول ميوزيك (الإنجليزية)
- إيميلي كيني على موقع ديسكوغز (الإنجليزية)
- إيميلي كيني على موقع قاعدة بيانات الفيلم (الإنجليزية)
- إيميلي كيني على موقع كينوبويسك (الروسية)